# Hrvatska na Svjetskom prvenstvu u atletici 2015.
Hrvatska se kao država članica IAAF-a natjecala na Svjetskom prvenstvu u atletici 2015. u Pekingu, od 22. do 30. kolovoza, sa šest predstavnika. Sandra Perković u bacanju diska i Blanka Vlašić u skoku u vis osvojile su srebrna odličja za Hrvatsku.

## Osvajači odličja
| Odličje | Atletičar       | Disciplina    | Nadnevak     | Rezultat |
| ------- | --------------- | ------------- | ------------ | -------- |
| srebro  | Sandra Perković | Bacanje diska | 25. kolovoza | 67,39 m  |
| srebro  | Blanka Vlašić   | Skok u vis    | 29. kolovoza | 2,01 m   |

## Rezultati
(q - kvalificirao se, SB - najbolji rezultat sezone (eng. Season best), DNA - nije ušao u finale (eng. Did not advance))

### Muškarci

#### Bacačke i skakačke discipline
| Atletičar     | Disciplina    | Kvalifikacije | Kvalifikacije | Završnica | Završnica |
| Atletičar     | Disciplina    | Duljina       | Pozicija      | Duljina   | Pozicija  |
| ------------- | ------------- | ------------- | ------------- | --------- | --------- |
| Ivan Horvat   | Skok s motkom | 5,70          | 15 Q          | 5,65      | 9.        |
| Marin Premeru | Bacanje kugle | 19,33         | 23.           | DNA       | DNA       |

## Žene

#### Trkačke discipline
| Atletičar        | Disciplina             | Vrijeme | Vrijeme | Poluzavršnica | Poluzavršnica | Završnica | Završnica |
| Atletičar        | Disciplina             | Vrijeme | Plasman | Vrijeme       | Plasman       | Vrijeme   | Plasman   |
| ---------------- | ---------------------- | ------- | ------- | ------------- | ------------- | --------- | --------- |
| Andrea Ivančević | 100 metara s preponama | 12,88   | 9. Q    | 33,95         | 20.           | DNA       | DNA       |

#### Bacačke i skakačke discipline
| Atletičar       | Disciplina    | Kvalifikacije | Kvalifikacije | Završnica | Završnica |
| Atletičar       | Disciplina    | Duljina       | Plasman       | Duljina   | Plasman   |
| --------------- | ------------- | ------------- | ------------- | --------- | --------- |
| Ana Šimić       | Skok u vis    | 1,92          | 1 q           | 1,88 m    | 9         |
| Blanka Vlašić   | Skok u vis    | 1.92          | 1 q           | 2,01 m SB | 2.        |
| Sandra Perković | Bacanje diska | 64.51         | 2 Q           | 67,39 m   | 2.        |